# Columbia Pictures
Columbia Pictures Industries, Inc. — американська кіно і телевізійна компанія, частина Columbia TriStar Motion Picture Group, якою володіє Sony Pictures Entertainment.

## Історія
Компанія CBC Film Sales Corporation була заснована в 1919 у Гаррі Коном, його братом Джеком Коном і Джо Брандтом. Значну частину персоналу у той час складали сімейство Конов і їхні родичі. Репутація фірми була настільки низькою, що «CBC» жартома розшифровували як «квашена капуста і солонина» (Corned Beef and Cabbage). У надії хоч якось поправити імідж Кон перейменував її в 1924 в Columbia Pictures. Кон особисто курував кіновиробництво аж до 1958 року, встановивши своєрідний голлівудський рекорд у цьому відношенні.
З основних кінотрестів студійної системи середини XX століття Columbia Pictures мала найскромніший бюджет. У 1930-х роках запорукою її прибутковості були комедії Говарда Хоукса і Френка Капри («Це трапилося одного разу вночі», «Містер Сміт їде до Вашингтона»). Певний успіх у публіки мали низькобюджетна серіал продукція і комічні номери команди Three Stooges. З метою економії витрат з фільму у фільм кочували одні й ті ж декорації. Уолт Дісней через цю компанію випускав в прокат свої мультфільми про Мікі Мауса.
У 1940-і Капра пішов зі студії. Гері Кон зміг поправити справи, що похитнулися коштом контракту з Ритою Хейворт, яка після фільму «Джільда» стала однією з найзатребуваніших кінодів. Він також одним з перших кіномагнатів навчився отримувати прибуток з телевізійного буму 1950-х, переорієнтувавши підрозділ Screen Gems з дешевої анімації на виробництво невибагливих телесеріалів кшталт «Моя дружина мене причарувала».

Мережа кінотеатрів Columbia не була значною, тому розпад кінотрестів в кінці 1940-х студію майже не торкнувся. На тлі конкурентів, які болісно переживали втрату доходів від власних кінотеатрів, компанія Кона виявилася у виграшному становищі. У короткий період з 1954 по 1957 рр. три фільми виробництва Columbia Pictures удостоїлися «Оскара» за найкращий фільм року. Іншим оскарівським тріумфатором стала епопея Девіда Ліна «Лоуренс Аравійський» (1962). З порівняно невеликого сімейного підприємства Columbia перетворилася під флагманом національної кіноіндустрії. 

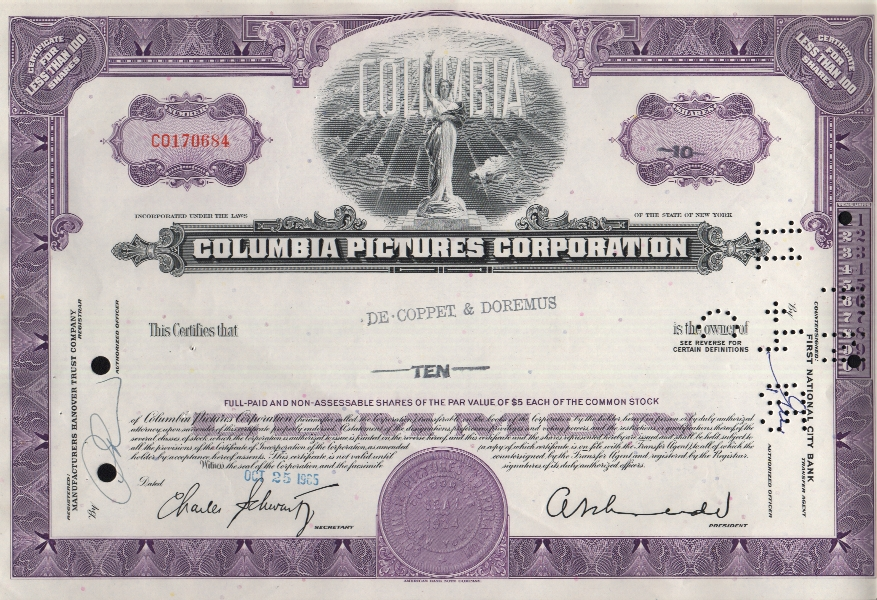
Акція компанії із зображенням її емблеми.

Як і інші студії-мейджори, в кінці 1960-х компанія опинилася на межі банкрутства і була змушена шукати великого інвестора з боку. Шкоди репутації кінокомпанії завдали й махінації її керівника Девіда Бегельмана. У 1982 р. контроль над компанією придбав концерн Coca-Cola. В кінці 1980-х, коли японські транснаціональні корпорації почали експансію на ринок США, за $ 3.4 млрд контрольний пакет акцій викупила Sony Corporation.

## Логотип

Логотип компанії в 1993-2007

Логотип Columbia Pictures — жінка з смолоскипом в руці, що символізує США.
З 1936 до 1976 року «Леді Смолоскип» з'являлася з мерехтливим світлом позаду неї. «Таксист» був останнім фільмом, в якому використовували «Леді Смолоскип» в її класичному вигляді.
З 1975 до 1981 року Columbia Pictures (як і інші студії) експериментувала з новою емблемою. На новій емблемі була знайома леді зі смолоскипом, але промені смолоскипа формували синій ореол з назвою студії під ним. Телевізійна копія містила тільки останню частину емблеми, і півколо був помаранчевого або червоного кольору.
Ця емблема була замінена модернізованої версією «Леді Смолоскип» в 1981 році.
У 1993 році емблема переведена в цифровий формат.

## Фільмографія
| - 1931 Платинова блондинка - 1934 Це трапилося одного разу вночі - 1938 З собою не забрати - 1939 Тільки в ангелів є крила - 1940 Його дівчина П'ятниця - 1954 У порту - 1957 Міст через річку Квай - 1958 Сьома подорож Синдбада - 1960 Три світу Гуллівера - 1962 Лоуренс Аравійський - 1964 Доктор Стрейнджлав, або Як я перестав хвилюватись і полюбив бомбу - 1967 Вгадай, хто прийде на обід - 1968 Смішна дівчина - 1969 Квітка кактуса - 1969 Безтурботний їздець - 1971 Останній кіносеанс - 1973 Зустріч двох сердець - 1977 Близькі контакти третього ступеня - 1978 Опівнічний експрес - 1979 Китайська синдром - 1979 Крамер проти Крамера - 1982 Тутсі - 1982 Ганді - 1983 Костюмер - 1984 Мисливці за привидами - 1987 Останній імператор - 1988 Нові пригоди Пеппі Довгапанчоха - 1991 Подвійний удар Хлопці по сусідству | - 1992 Дракула - 1993 День бабака - 1995 Розум і почуття - 1996 Народ проти Ларрі Флінта - 1997 П'ятий елемент - 1997 Літак президента - 1999 Стюарт Літтл - 2000 Ангели Чарлі - 2000 Патріот - 2001 Історія лицаря - 2002 Людина-павук - 2003 Одного разу в Мексиці (спільно з Dimension Films і Troublemaker Studios) - 2005 Легенда Зорро (спільно з Spyglass Entertainment і Amblin Entertainment) - 2005 Мемуари гейші - 2006 Код да Вінчі (спільно з Imagine Entertainment) - 2006 Сезон полювання (спільно з Sony Pictures Animation) - 2008 Хенкок (спільно з Overbrook Entertainment, Weed Road Pictures і Blue Light) - 2009 2012 - 2012 Люди в чорному 3 - 2012 Нова Людина-павук - 2012 Джанґо вільний - 2013 Після нашої ери - 2017 Людина-павук: Повернення додому - 2018 Людина-павук: Навколо всесвіту - 2021 Людина-павук: Додому шляху нема - 2023 Людина-павук: Крізь Всесвіт |